# Департамент поліції Лос-Анджелеса
Департамент поліції Лос-Анджелеса (англ. Los Angeles Police Department; скорочення англ. LAPD; офіційна назва англ. City of Los Angeles Police Department) — правоохоронний орган американського міста Лос-Анджелес, Каліфорнія. Департамент має 9843 офіцерів і 2773 цивільних співробітників, що робить його третім за величиною муніципальним департаментом поліції в Сполучених Штатах Америки, після Департаменту поліції Нью-Йорка та Департаменту поліції Чикаго.
Через вплив ЗМІ та культури- цей департамент асоціюється із расизмом і жорстокістю. Які у 1992, після побиття чорношкірого Родні Кінга (англ. Rodney King), спричинили великі безлади та безпорядки.
Поліцейський департамент Лос-Анджелеса набув величезної популярності в світі, та є мабуть найпопулярнішим поліцейським департаментом США після Нью-Йорку (NYPD). Це сталося, зокрема, через велику кількість фільмів та серіалів про поліцію. Адже цей департамент фігурує у фільмах Новобранець Патруль (End of Watch), Саутленд (SouthLAnd), S.W.A.T. (2003), S.W.A.T (2017 TV- Series), NCIS: поліція Лос-Анджелеса.

## Історія
Перше поліцейське формування в місті Лос-Анджелес було створено в 1853 році — «Рейнджери Лос-Анджелеса» (Los Angeles Rangers), сили, сформовані з добровольців, які допомагали існуючим в окрузі силам правопорядку. Рейнджерів незабаром змінила гвардія міста Лос-Анджелеса, яка також була складається з добровольців групою. Ці сили не були особливо ефективні, і Лос-Анджелес став відомий як місто, в якому процвітали насильство, азартні ігри і «порок». Перші оплачувані сили правопорядку були створені в 1869 році, коли були найняті 6 співробітників, які служили під керівництвом маршала міста Вільяма Уоррена. До 1900 року під командуванням Джона М. Гласса знаходилося 70 офіцерів — по одному на кожні 1500 чоловік. У 1903 році, з введенням цивільної служби, ці сили були збільшені до 200 чоловік. Під час Другої світової війни, під керівництвом Клеменса Б. Хоррала, значна частина персоналу поліції була рекрутувати військовими. Незважаючи на всі зусилля по збереженню достатнього числа службовців, поліція мало що могла зробити для ефективної протидії заворушенням «зутов» в 1943 році. Хоралл був замінений на своєму посту відставним адміралом Вільямом А. Уортоном, який служив в якості тимчасового глави департаменту до 1950 року, коли Вільям Паркер став його наступником і служив на цій посаді до самої своєї смерті в 1966 році. Паркер виступав за професіоналізм поліції і незалежність її від цивільної адміністрації. Проте, скандал 1951 року народження, який отримав назву «Криваве Різдво», привів до закликів зробити поліцію підзвітній цивільним службам і покласти край передбачуваним жорстокості, лагодиться поліцією. Під час керівництва Паркера інспектор Деріл Гейтс також створив першу команду SWAT (Special Weapons and Tactics — «Спеціальне зброю і тактика») в правоохоронній системі США. Співробітник департаменту Джон Нельсон, а потім інспектором-Деріл Гейтс створили в 1965 році програму для боротьби з погрозами з боку радикальних організацій, таких як Партія чорних пантер, що діяли в країні в епоху війни у В'єтнамі. Найбільшою поліцейської облавою, організованою і проведеною Департаментом, вважається облава на колишнього поліцейського Департаменту — Крістофера Дорнер, яка була здійснена в першій половині лютого 2013

## Організація
Оперуючи близько 10.000 поліцейськими, та 6000 автомобілями, поліцейський департамент обслуговує 503 миль квадратних, поділяючись на 21 поліцейську зону. Кожна зона має свій номер, як от наприклад Central Area -1, Newton Area -13, Van Nuys-9, Hollywood Area-6, які зазвичай позначаються білими цифрами на багажниках автомобілів, або чорними цифрами на білому даху маркірованих патрульних позашляховиків (Ford Explorer) Хоча Newton Area належить до Центрального бюро, де-факто, вона обслуговує південний централ.

### Таблиця відповідальних бюро
| Центральне Бюро     | Південне Бюро         | Бюро долин                | Західне Бюро       |
| ------------------- | --------------------- | ------------------------- | ------------------ |
| Central Area (1)    | 77th Street Area (12) | Devonshire Area (17)      | Hollywood Area (6) |
| Hollenbeck Area (4) | Harbor Area (5)       | Foothill Area (16)        | Olympic Area (20)  |
| Newton Area (13)    | Southeast Area (18)   | Mission Area (19)         | Pacific Area (14)  |
| Northeast Area (11) | Southwest Area (3)    | North Hollywood Area (15) | Wilshire Area (7)  |
| Rampart Area (2)    |                       | Van Nuys Area (9)         | West LA Area (8)   |
|                     |                       | Topanga Area (21)         |                    |
|                     |                       | West Valley Area (10)     |                    |

## Цікаві факти
- Поліція Лос-Анджелеса один із перших департаментів поліції у США, що отримали для випробувань і тестування електромобіль Tesla Model S P85D.[3]